# Final de la Copa Colombia 2022
La final de la Copa Colombia 2022 fueron una serie de partidos de fútbol disputados entre Millonarios y Junior con el propósito de definir el campeón de la Copa Colombia en su edición 2022, competición que reúne a todos los equipos profesionales del fútbol colombiano —Categoría Primera A y Categoría Primera B—. Esta fue la cuarta final de este torneo para el Junior, disputando la final de 2015, 2016 y 2017, saliendo campeón en 2015 y 2017, mientras que para Millonarios también fue su cuarta final del torneo, habiendo disputado antes las finales de 1952-53, 2011 y 2013, saliendo campeón en 1952-53 y 2011. Para esta edición 2022 el campeón fue Millonarios llegando a su tercer título. 

## Llave
|                   | vs. | Bandera del Departamento del Atlántico |
| ----------------- | --- | -------------------------------------- |
| Millonarios 2 0 2 | vs. | Junior 1 0                             |

## Estadios
| Bogotá                            | Barranquilla                           |
| --------------------------------- | -------------------------------------- |
| Estadio Nemesio Camacho El Campín | Estadio Metropolitano Roberto Meléndez |
| Capacidad: 39 000                 | Capacidad: 46 692                      |
|                                   |                                        |

## Camino a la final
Nota: Millonarios y Junior clasificaron de manera directa a los octavos de final por haber clasificado a la Copa Libertadores 2022 y Copa Sudamericana 2022 por lo que no disputaron las fases previas.

### Millonarios
| 21 de abril                                                   | Octavos de final | El Campín, Bogotá           | Millonarios    | 3 : 0 | Jaguares       |
| 11 de mayo                                                    | Octavos de final | Jaraguay, Montería          | Jaguares       | 1 : 1 | Millonarios    |
| Millonarios clasificó a cuartos de final con un global de 4:1 |                  |                             |                |       |                |
| 27 de julio                                                   | Cuartos de final | El Campín, Bogotá           | Millonarios    | 3 : 0 | Fortaleza CEIF |
| 17 de agosto                                                  | Cuartos de final | El Campín, Bogotá           | Fortaleza CEIF | 2 : 3 | Millonarios    |
| Millonarios clasificó a las semifinales con un global de 6:2  |                  |                             |                |       |                |
| 24 de agosto                                                  | Semifinales      | Atanasio Girardot, Medellín | Ind. Medellín  | 0 : 2 | Millonarios    |
| 7 de septiembre                                               | Semifinales      | El Campín, Bogotá           | Millonarios    | 2 : 2 | Ind. Medellín  |
| Millonarios clasificó a la final con un global de 4:2         |                  |                             |                |       |                |

|  |                         |
|  | Triunfo de Millonarios. |
|  | Empate.                 |
|  | Derrota de Millonarios. |

### Junior
| 20 de abril                                                           | Octavos de final | Metropolitano, Barranquilla | Junior            | 2 : 1       | Santa Fe          |
| 11 de mayo                                                            | Octavos de final | El Campín, Bogotá           | Santa Fe          | 0 : 1       | Junior            |
| Junior clasificó a cuartos de final con un global de 3:1              |                  |                             |                   |             |                   |
| 28 de julio                                                           | Cuartos de final | Metropolitano, Barranquilla | Junior            | 3 : 0       | Atlético Nacional |
| 18 de agosto                                                          | Cuartos de final | Atanasio Girardot, Medellín | Atlético Nacional | 1 : 1       | Junior            |
| Junior se clasificó a las semifinales con un global de 4:1            |                  |                             |                   |             |                   |
| 24 de agosto                                                          | Semifinales      | Metropolitano, Barranquilla | Junior            | 0 : 1       | Unión Magdalena   |
| 14 de septiembre                                                      | Semifinales      | Sierra Nevada, Santa Marta  | Unión Magdalena   | 0 : 1 (3:5) | Junior            |
| Junior se clasificó a la final con un global de 1:1, 5:3 en penaltis. |                  |                             |                   |             |                   |

|  |                    |
|  | Triunfo de Junior. |
|  | Empate.            |
|  | Derrota de Junior. |

## Partidos

#### Partido de ida
| 1          | Guardameta     | Sebastián Viera   |     |
| 27         | Defensa        | Walmer Pacheco    |     |
| 24         | Defensa        | Daniel Rosero     | 55' |
| 31         | Defensa        | José Ortiz Cortes |     |
| 3          | Defensa        | Edwin Velasco     | 45' |
| 23         | Centrocampista | Iván Rossi        | 45' |
| 6          | Centrocampista | Didier Moreno     |     |
| 8          | Centrocampista | Fredy Hinestroza  |     |
| 10         | Centrocampista | Fabián Sambueza   |     |
| 18         | Centrocampista | Omar Albornoz     | 45' |
| 70         | Delantero      | Carlos Bacca      | 73' |
| Entrenador | Entrenador     | Julio Comesaña    |     |

| 31         | Guardameta     | Álvaro Montero      |     |
| 20         | Defensa        | Israel Alba         |     |
| 26         | Defensa        | Andrés Llinás       |     |
| 6          | Defensa        | Óscar Vanegas       |     |
| 3          | Defensa        | Omar Bertel         |     |
| 21         | Centrocampista | Juan Carlos Pereira |     |
| 24         | Centrocampista | Dewar Victoria      |     |
| 11         | Centrocampista | Andrés Gómez        |     |
| 14         | Centrocampista | David Silva         | 62' |
| 10         | Centrocampista | Daniel Ruiz         | 77' |
| 27         | Delantero      | Luis Carlos Ruiz    | 77' |
| Entrenador | Entrenador     | Alberto Gamero      |     |

| 5  | Centrocampista | Yeison Gordillo  | 45' |
| 18 | Delantero      | Edwuin Cetré     | 45' |
| 10 | Centrocampista | Luis González    | 45' |
| 4  | Defensa        | César Haydar     | 55' |
| 19 | Delantero      | Carmelo Valencia | 73' |

| 8  | Centrocampista | Daniel Cataño  | 62' |
| 16 | Delantero      | Jader Valencia | 77' |
| 19 | Delantero      | Diego Herazo   | 77' |

| Anotado | 62' | César Haydar | 1-0 |  |

| Amonestado | 22' | Daniel Rosero   |
| Amonestado | 26' | Iván Rossi      |
| Amonestado | 42' | Fabián Sambueza |

| Amonestado | 28' | Luis Carlos Ruiz |
| Amonestado | 29' | Omar Bertel      |
| Amonestado | 69' | Dewar Victoria   |
| Amonestado | 87' | Israel Alba      |

| Árbitro             | Carlos Ortega |
| Árbitros asistentes | Richard Ortíz |
| Árbitros asistentes | John Gallego  |
| Cuarto árbitro      | Juan Alba     |
| Árbitro VAR         | Jorge Guzmán  |
| Asistente VAR       | Luis Trujillo |

| 1          | Guardameta     | Sebastián Viera   |     |
| 27         | Defensa        | Walmer Pacheco    |     |
| 24         | Defensa        | Daniel Rosero     | 55' |
| 31         | Defensa        | José Ortiz Cortes |     |
| 3          | Defensa        | Edwin Velasco     | 45' |
| 23         | Centrocampista | Iván Rossi        | 45' |
| 6          | Centrocampista | Didier Moreno     |     |
| 8          | Centrocampista | Fredy Hinestroza  |     |
| 10         | Centrocampista | Fabián Sambueza   |     |
| 18         | Centrocampista | Omar Albornoz     | 45' |
| 70         | Delantero      | Carlos Bacca      | 73' |
| Entrenador | Entrenador     | Julio Comesaña    |     |

| 31         | Guardameta     | Álvaro Montero      |     |
| 20         | Defensa        | Israel Alba         |     |
| 26         | Defensa        | Andrés Llinás       |     |
| 6          | Defensa        | Óscar Vanegas       |     |
| 3          | Defensa        | Omar Bertel         |     |
| 21         | Centrocampista | Juan Carlos Pereira |     |
| 24         | Centrocampista | Dewar Victoria      |     |
| 11         | Centrocampista | Andrés Gómez        |     |
| 14         | Centrocampista | David Silva         | 62' |
| 10         | Centrocampista | Daniel Ruiz         | 77' |
| 27         | Delantero      | Luis Carlos Ruiz    | 77' |
| Entrenador | Entrenador     | Alberto Gamero      |     |

| 5  | Centrocampista | Yeison Gordillo  | 45' |
| 18 | Delantero      | Edwuin Cetré     | 45' |
| 10 | Centrocampista | Luis González    | 45' |
| 4  | Defensa        | César Haydar     | 55' |
| 19 | Delantero      | Carmelo Valencia | 73' |

| 8  | Centrocampista | Daniel Cataño  | 62' |
| 16 | Delantero      | Jader Valencia | 77' |
| 19 | Delantero      | Diego Herazo   | 77' |

| Anotado | 62' | César Haydar | 1-0 |  |

| Amonestado | 22' | Daniel Rosero   |
| Amonestado | 26' | Iván Rossi      |
| Amonestado | 42' | Fabián Sambueza |

| Amonestado | 28' | Luis Carlos Ruiz |
| Amonestado | 29' | Omar Bertel      |
| Amonestado | 69' | Dewar Victoria   |
| Amonestado | 87' | Israel Alba      |

| Árbitro             | Carlos Ortega |
| Árbitros asistentes | Richard Ortíz |
| Árbitros asistentes | John Gallego  |
| Cuarto árbitro      | Juan Alba     |
| Árbitro VAR         | Jorge Guzmán  |
| Asistente VAR       | Luis Trujillo |

#### Partido de vuelta
| 31         | Guardameta     | Álvaro Montero    |       |
| 20         | Defensa        | Israel Alba       |       |
| 26         | Defensa        | Andrés Llinás     |       |
| 4          | Defensa        | Juan Pablo Vargas |       |
| 3          | Defensa        | Omar Bertel       |       |
| 14         | Centrocampista | David Silva       | 85'   |
| 5          | Centrocampista | Larry Vásquez     |       |
| 11         | Centrocampista | Andrés Gómez      |       |
| 8          | Centrocampista | Daniel Cataño     |       |
| 10         | Centrocampista | Daniel Ruiz       | 90+2' |
| 27         | Delantero      | Luis Carlos Ruiz  | 72'   |
| Entrenador | Entrenador     | Alberto Gamero    |       |

| 1          | Guardameta     | Sebastián Viera   |     |
| 27         | Defensa        | Fabián Viáfara    | 83' |
| 31         | Defensa        | José Ortiz Cortes |     |
| 24         | Defensa        | Daniel Rosero     |     |
| 4          | Defensa        | César Haydar      |     |
| 3          | Defensa        | Edwin Velasco     |     |
| 7          | Centrocampista | Daniel Giraldo    | 83' |
| 6          | Centrocampista | Didier Moreno     |     |
| 8          | Centrocampista | Fredy Hinestroza  | 67' |
| 10         | Centrocampista | Luis González     |     |
| 18         | Delantero      | Edwuin Cetré      |     |
| Entrenador | Entrenador     | Julio Comesaña    |     |

| 16 | Delantero | Jader Valencia | 72'   |
| 6  | Defensa   | Óscar Vanegas  | 85'   |
| 7  | Delantero | Diego Herazo   | 90+2' |

| 16 | Centrocampista | Nelson Deossa | 67' |
| 15 | Centrocampista | Yesus Cabrera | 83' |
| 70 | Delantero      | Carlos Bacca  | 83' |
|    |                |               |     |
|    |                |               |     |

| Anotado · Penal | 18' | Luis Carlos Ruiz | 1-0 |  |

| Anotado | 78' | David Silva | 2-0 |  |

| Amonestado | 42' | Luis Carlos Ruiz |
| Amonestado | 90' | Óscar Vanegas    |

| Amonestado | 22'   | Didier Moreno    |
| Amonestado | 45+2' | César Haydar     |
| Amonestado | 58'   | Fredy Hinestroza |
| Amonestado | 61'   | Daniel Giraldo   |
| Amonestado | 90+4' | Daniel Rosero    |

| Árbitro             | Wilmar Roldán    |
| Árbitros asistentes | Wilmar Navarro   |
| Árbitros asistentes | Jhon Fredy Gómez |
| Cuarto árbitro      | Luis Delgado     |
| Árbitro VAR         | Ricardo García   |
| Asistente VAR       | Kéiner Jiménez   |

| 31         | Guardameta     | Álvaro Montero    |       |
| 20         | Defensa        | Israel Alba       |       |
| 26         | Defensa        | Andrés Llinás     |       |
| 4          | Defensa        | Juan Pablo Vargas |       |
| 3          | Defensa        | Omar Bertel       |       |
| 14         | Centrocampista | David Silva       | 85'   |
| 5          | Centrocampista | Larry Vásquez     |       |
| 11         | Centrocampista | Andrés Gómez      |       |
| 8          | Centrocampista | Daniel Cataño     |       |
| 10         | Centrocampista | Daniel Ruiz       | 90+2' |
| 27         | Delantero      | Luis Carlos Ruiz  | 72'   |
| Entrenador | Entrenador     | Alberto Gamero    |       |

| 1          | Guardameta     | Sebastián Viera   |     |
| 27         | Defensa        | Fabián Viáfara    | 83' |
| 31         | Defensa        | José Ortiz Cortes |     |
| 24         | Defensa        | Daniel Rosero     |     |
| 4          | Defensa        | César Haydar      |     |
| 3          | Defensa        | Edwin Velasco     |     |
| 7          | Centrocampista | Daniel Giraldo    | 83' |
| 6          | Centrocampista | Didier Moreno     |     |
| 8          | Centrocampista | Fredy Hinestroza  | 67' |
| 10         | Centrocampista | Luis González     |     |
| 18         | Delantero      | Edwuin Cetré      |     |
| Entrenador | Entrenador     | Julio Comesaña    |     |

| 16 | Delantero | Jader Valencia | 72'   |
| 6  | Defensa   | Óscar Vanegas  | 85'   |
| 7  | Delantero | Diego Herazo   | 90+2' |

| 16 | Centrocampista | Nelson Deossa | 67' |
| 15 | Centrocampista | Yesus Cabrera | 83' |
| 70 | Delantero      | Carlos Bacca  | 83' |
|    |                |               |     |
|    |                |               |     |

| Anotado · Penal | 18' | Luis Carlos Ruiz | 1-0 |  |

| Anotado | 78' | David Silva | 2-0 |  |

| Amonestado | 42' | Luis Carlos Ruiz |
| Amonestado | 90' | Óscar Vanegas    |

| Amonestado | 22'   | Didier Moreno    |
| Amonestado | 45+2' | César Haydar     |
| Amonestado | 58'   | Fredy Hinestroza |
| Amonestado | 61'   | Daniel Giraldo   |
| Amonestado | 90+4' | Daniel Rosero    |

| Árbitro             | Wilmar Roldán    |
| Árbitros asistentes | Wilmar Navarro   |
| Árbitros asistentes | Jhon Fredy Gómez |
| Cuarto árbitro      | Luis Delgado     |
| Árbitro VAR         | Ricardo García   |
| Asistente VAR       | Kéiner Jiménez   |

|                                 |
| Bandera de Colombia             |
| Campeón Millonarios 3.er título |